# دوست‌دختر سابق دیوانه
«دوست‌دختر سابق دیوانه» (به انگلیسی: Crazy Ex-Girlfriend) آلبومی از هنرمند اهل ایالات متحده آمریکا میراندا لمبرت است که در  ۱ مه ۲۰۰۷ منتشر شد.